# SOX11
SOX11 (англ. SRY-box 11) – білок, який кодується однойменним геном, розташованим у людей на короткому плечі 2-ї хромосоми.  Довжина поліпептидного ланцюга білка становить 441 амінокислот, а молекулярна маса — 46 679.
| 10         |  | 20         |  | 30         |  | 40         |  | 50         |
| ---------- |  | ---------- |  | ---------- |  | ---------- |  | ---------- |
| MVQQAESLEA |  | ESNLPREALD |  | TEEGEFMACS |  | PVALDESDPD |  | WCKTASGHIK |
| RPMNAFMVWS |  | KIERRKIMEQ |  | SPDMHNAEIS |  | KRLGKRWKML |  | KDSEKIPFIR |
| EAERLRLKHM |  | ADYPDYKYRP |  | RKKPKMDPSA |  | KPSASQSPEK |  | SAAGGGGGSA |
| GGGAGGAKTS |  | KGSSKKCGKL |  | KAPAAAGAKA |  | GAGKAAQSGD |  | YGGAGDDYVL |
| GSLRVSGSGG |  | GGAGKTVKCV |  | FLDEDDDDDD |  | DDDELQLQIK |  | QEPDEEDEEP |
| PHQQLLQPPG |  | QQPSQLLRRY |  | NVAKVPASPT |  | LSSSAESPEG |  | ASLYDEVRAG |
| ATSGAGGGSR |  | LYYSFKNITK |  | QHPPPLAQPA |  | LSPASSRSVS |  | TSSSSSSGSS |
| SGSSGEDADD |  | LMFDLSLNFS |  | QSAHSASEQQ |  | LGGGAAAGNL |  | SLSLVDKDLD |
| SFSEGSLGSH |  | FEFPDYCTPE |  | LSEMIAGDWL |  | EANFSDLVFT |  | Y          |

A: Аланін

C: Цистеїн

D: Аспарагінова кислота

E: Глутамінова кислота

F: Фенілаланін

G: Гліцин

H: Гістидин

I: Ізолейцин

K: Лізин

L: Лейцин

M: Метіонін

N: Аспарагін

P: Пролін

Q: Глутамін

R: Аргінін

S: Серин

T: Треонін

V: Валін

W: Триптофан

Кодований геном білок за функціями належить до білків розвитку, фосфопротеїнів. 
Задіяний у таких біологічних процесах як транскрипція, регуляція транскрипції, диференціація, нейрогенез. 
Білок має сайт для зв'язування з ДНК. 
Локалізований у ядрі.